# Índice Huglin
Pierre Huglin desarrolló un índice de calor bioclimático para viñedos, el índice de suma térmica de Huglin (o, según Huglin, índice de crecimiento o índice de Huglin para abreviar), en el que la suma de temperaturas por encima del umbral de temperatura de 10 °C. Se calcula y luego se suma para todos los días desde principios de abril hasta finales de septiembre. El cálculo utiliza tanto las temperaturas medias diarias como las temperaturas máximas y modifica ligeramente el total calculado según la latitud. Cada variedad de uva necesita una determinada cantidad de calor para poder cultivarse con éxito a largo plazo en una zona determinada. Las sumas térmicas calculadas, que se basan en datos de estaciones meteorológicas o de modelos climáticos, se diferencian en que son demasiado bajas en comparación con los valores reales en los viñedos. El índice no tiene en cuenta, por ejemplo, las laderas con condiciones térmicas favorables, donde los valores de temperatura pueden ser superiores entre 1.5 °C a 2 °C.
El índice Hulglin es similar al índice Winkler pero considera la latitud como un factor modificador adicional. 

## Definición y cálculo
El índice de Huglin se calcula como el producto del coeficiente K y la suma de la media aritmética de las temperaturas medias y máximas diarias en relación con la temperatura de referencia de 10 °C (teniendo en cuenta todos los días a partir de la 1 de abril hasta el 30 de septiembre):
{\displaystyle H=HI=K\cdot \sum \limits _{01.04.}^{30.09.}\left({\frac {T_{\mathrm {media} }+T_{\mathrm {max} }}{2}}-10\right)=K\cdot \sum \limits _{01.04.}^{30.09.}{\frac {\left(T_{\mathrm {media} }-10\right)+\left(T_{\mathrm {max} }-10\right)}{2}}=K\cdot \sum \limits _{01.04.}^{30.09.}{\frac {T_{\mathrm {media} }+T_{\mathrm {max} }-20}{2}}} 
T media = temperatura media diaria
T max = temperatura máxima diaria
temperatura base = 10 °C
K = parámetro dependiente de la latitud del lugar; la suma se multiplica por un factor K en función de la latitud del lugar, teniendo en cuenta la duración del día en latitudes norte; por ejemplo:
K (40°) = 1.02
K (50°) = 1.06

## Índice de suma de calor según Huglin (1986) para diferentes variedades de uva
| Índice de Huglin H | Variedad de uva                                                               |
| ------------------ | ----------------------------------------------------------------------------- |
| H < 1500           |                                                                               |
| 1500 ≤ H < 1600    | Müller-Thurgau, Blauer Portugieser                                            |
| 1600 ≤ H < 1700    | Pinot blanco, Grauer Burgunder, Aligoté, Gamay noir, Gewürztraminer           |
| 1700 ≤ H < 1800    | Riesling, Chardonnay, Silvaner, Sauvignon blanc, Pinot noir, Grüner Veltliner |
| 1800 ≤ H < 1900    | Cabernet Franc                                                                |
| 1900 ≤ H < 2000    | Chenin blanc, Cabernet Sauvignon, Merlot, Sémillon, Welschriesling            |
| 2000 ≤ H < 2100    | Ugni blanco                                                                   |
| 2100 ≤ H < 2200    | Garnacha, Syrah, Cinsaut                                                      |
| 2200 ≤ H < 2300    | Cariñena                                                                      |
| 2300 ≤ H < 2400    | Aramón                                                                        |

## Consecuencias de los cambios en el índice de Huglin
Debido al cambio climático, el índice de Huglin seguirá aumentando en las próximas décadas y la idoneidad de una zona para una variedad de uva específica seguirá cambiando.
Con el aumento de la suma térmica, la diversidad de vides en las zonas de cultivo del norte de Europa ya ha cambiado. Variedades que antes se cultivaban únicamente en las regiones vinícolas del sur han adquirido ya cierta importancia en el cultivo de Austria y Alemania.
Las variedades Cabernet Franc, Cabernet Sauvignon, Merlot y Syrah ya se plantan y cultivan con éxito en las regiones más cálidas de Austria. También en América las referencias de Napa, Australia, Argentina y México con vinos de buena calidad.

## Literatura
- Pierre Huglin: Biología y ecología de la viña. Lavoisier (Edición Tec & Doc), París 1986,ISBN 2-60103-019-4 . S. 292 (371 S.).
- Pierre Huglin: Nouveau mode d'evaluación de las posibilidades héliothermique d'un milieu viti-cole. DO. R. Académie d'Agriculture (Acad. Agrícola), 1117–1126, 1978.
- Dieter Hoppmann: Terroir, Wetter – Klima – Boden, Verlag Ulmer KG, Stuttgart 2010, ISBN 978-3-8001-5317-6, S. 28.
- Daniela Dejnega: ¿Weinbau en ganz Österreich? , Der Winzer 6/2013, S 23-25, Österreichischer Agrarverlag, Viena.